# Eremophila
Eremophila es un género con 182 especies de plantas de flores perteneciente a la familia Scrophulariaceae. 

## Especies seleccionadas
- Eremophila abietina
- Eremophila adenotricha
- Eremophila alatisepala
- Eremophila albicans
- Eremophila alternifolia
- Eremophila glabra
- Eremophila longifolia
- Eremophila maculata
- Eremophila oldfieldii
- Eremophila youngii

## Sinónimos
- Pholidia, Stenochilus

- Datos: Q1171483
- Multimedia: Eremophila / Q1171483
- Especies: Eremophila (Scrophulariaceae)